# Szaúd szaúdi király
Szaúd ibn Abdul-Aziz Al Szaúd (arabul: سعود بن عبد العزيز آل سعود; 1902. január 15. – 1969. február 23.) Szaúd-Arábia királya 1953 és 1964 között.

## Ifjúsága
Szaúd 1902. január 15-én született Kuvaitvárosban, Abdul-Aziz ibn Abdul-Rahman második fiaként. Anyja Ibn Szaúd második felesége, Wadhah bint Muhammad bin 'Aqab volt. A család korábban Kuvaitba menekült miután el kellett hagyniuk Rijádot, de apja még ebben az évben elfoglalta a várost és valamennyien visszatérhettek.
Oktatását már ötéves korában elkezdték, a Koránt tanították neki, valamint íjászatot és lovaglást.
Szaúd első feladatát tizenhárom éves korában kapta, egy delegációt vezetett Katarba. 1921-ben apja rá bízta a csapatok vezetését a háili harcokban és a Jemenben harcoló szaúdi kontingensnek is ő volt a parancsnoka. Ezeken kívül összesen még nyolc hadjáratban harcolt még mielőtt trónra került.
1933-ban apja hivatalos trónörökösnek nyilvánította. 1937-ben Mohammed fivérével együtt ő képviselte a királyságot VI. György koronázásán. Kevéssel apja halála előtt, 1953. október 11-én miniszterelnöki kinevezést kapott.

## Uralkodása
Apja halála után Szaúd 1953. november 9-én lépett a trónra. Hamarosan kiderült, hogy nem alkalmas államfőnek, tékozló életmódjával a jelentős olajbevételek ellenére a csőd szélére sodorta Szaúd-Arábiát. A költségvetés nehéz helyzete ellenére az állami jövedelmeket a család luxuskörülményeire és palotákra költötte. 

### Belpolitikája
A király több új minisztériumot is felállított, 1957-ben pedig megalapította a Szaúd király Egyetemet Rijádban.
Szaúd igyekezett a saját fiait helyezni magas állami pozíciókba, a nyolc új miniszteri poszt létrehozásával is főleg az volt a célja, hogy a családtagoknak rangjuknak megfelelő politikai posztot adhasson. 1957-re Fahd fia hadügyminiszter volt, Muszaid fia vezette a Királyi Gárdát, alig tizenhét éves Khalid fia a Nemzeti Gárdát, Szaad fia pedig a Különleges Erőket. Egyéb fiai miniszterhelyettesi és tartományi kormányzói posztokat kaptak, ahol kiskirályokként viselkedtek. Szaúd politikája bosszantotta a féltestvéreit, akik már amiatt aggódtak, hogy szakít a szeniorátus hagyományával és valamelyik fiát jelöli ki trónörökösnek.
Szaúd sok tekintetben továbbra is arab törzsfőként viselkedett, aki nem tesz különbséget a saját és állam tulajdona között. Azonban az ország közben jelentősen megváltozott, az olajiparban sok külföldi (főleg Öböl-országbeli arabok) dolgozott, akik új eszmei áramlatokat, új gondolatokat hoztak az országba. Ez már 1953-ban megnyilvánult, amikor az állami olajcég, az Aramco szaúdi és külföldi munkásai közösen léptek sztrájkba, jobb munkafeltételeket követelve. 1956-ban az olajipari dolgozók újból sztrájkoltak a kormány döntése ellen, mellyel megújították az amerikai támaszpontok bérleti szerződését. 

### Külpolitikája

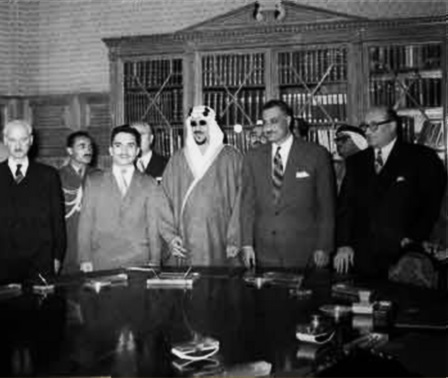
A regionális védelmi paktum aláírása Egyiptom, Szaúd-Arábia, Szíria és Jordánia között 1957 januárjában. Balról jobbra: Szulajman al-Nabulszi jordán miniszterelnök, Huszejn jordán király, Szaúd, Gamal Abdel-Nasszer egyiptomi elnök, Szabri al-Aszali szír miniszterelnök

Szaúd először Egyiptomhoz és Szíriához csatlakozott egy arab nacionalista és nyugatellenes szövetséggel, amellyel ellensúlyozni akarták Irak nyugatbarát Bagdadi Paktumát. Szaúd-Arábia támogatta Nasszer lépését amikor államosította a Szuezi-csatornát. Az ezt követő válság során Szaúd leállította az angol és francia olajeladásokat. 1957-ben azonban politikát váltott, elfogadta az Egyesült Államok Eisenhower-doktrína alapú ajánlatát, hogy tartsák távol a Szovjetuniót a csatorna térségétől és az ezzel járó 250 millió dolláros kölcsönt. Egyiptom és Szíria azonban elutasította az amerikai ajánlatot, így Szaúd-Arábia térségbeli szövetségesek nélkül maradt, a nyugati olajeladások elmaradása viszont komoly anyagi hátrányokat okozott.
Szaúd hamarosan korábbi szövetségeseivel szemben találta magát. Nasszer Egyiptomában nyíltan kampányoltak az arab monarchiák megdöntéséért, Szíria pedig Huszejn jordán király ellen szervezkedett. Huszejn király Szaúdot hívta segítségül, aki rádöbbent, hogy saját jól felfogott érdeke fellépni a pánarab mozgalom, és az Egyesült Arab Köztársaság ellen. A jordán és iraki monarchiák védelmi szövetségét Szaúd-Arábia mintegy félmillió fonttal támogatta. A megromlott egyiptomi viszony miatt Szaúdot azzal is vádolták, hogy ő akarta meggyilkoltatni Nasszert, mindenesetre az Egyiptomból elüldözött Muzulmán Testvériség-tagokat Szaúd-Arábia befogadta.

## Küzdelme Fejszállal
A dinamikusan növekvő olajjövedelmek ellenére Szaúd 200 millió dolláros államadósságot örökölt az apjától. A király az adósságállományt 1958-ra 450 millióra növelte. A riál árfolyama drasztikusan esett és a nemzetközi hitelintézetek elutasították az ország újabb hitelkérelmeit. Szaúd leállított pár állami programot, de továbbra is szórta a pénzt a palotáira.
Szaúd féltestvérei közül leginkább Fejszál lépett fel a király pazarlása ellen és sürgette a költségvetés rendbehozását és a miniszteri kinevezések felülvizsgálatát. Fejszál a család támogatásával és trónörökösi helyzetét kihasználva miniszterelnökké neveztette ki magát. Szaúd később egy rendelettel megszüntette a miniszterelnöki posztot, kijelentve hogy a király egyben a miniszterelnök is, de aztán a királyi család prominens tagjainak nyomására újból miniszterelnöknek nevezte ki Fejszált. 

## Lemondatása
A dinasztia többi tagja is aggódott a költségvetés helyzete és a főleg Egyiptomból érkező antimonarchista propaganda miatt.
1962-ben Szaúd király külföldre utazott gyógykezelésre és a távollétét kihasználva, Fejszál átalakította a kormányt (amelyben Szaúd fiai már nem kaptak helyet) és saját embereit helyezte a fontos honvédelmi pozíciókba. Fejszál egy tízpontos reformcsomagot helyezett kilátásba, amelyben szerepelt többek között a rabszolgaság eltörlése és az igazságszolgáltatási rendszer átalakítása.
A hazaérkező király elutasította Fejszál átalakításait és azzal fenyegetőzött hogy a Királyi Gárdát küldi féltestvére ellen. Fejszál viszont az ő pártján álló Abdullah herceg Nemzeti Gárdával körbevétette a királyi palotát és mivel az ulemák és a család többsége is az ő pártján állt, Szaúd 1964. március 28-án beleegyezett öccse régensi kinevezésébe. A vallási vezetők és a család nyomására még abban az évben lemondott a trónról és Svájcba távozott száműzetésbe.
1966-ban Nasszer hívására Egyiptomba költözött és egyfajta ellenzéki kört alakított ki a hozzá csatlakozó Khalid, Badr, Szultan és Manszur fiai segítségével. A Radio Cairoban is mondott beszédet.  Az 1967-es arab-izraeli háború után elvesztette Nasszer támogatását és 1969-ben Görögországba távozott. 

## Családja
Szaúdnak számos feleségétől összesen 115 gyermeke született. 

## Halála
1969. február 21-en Szaúd rosszul lett és magához hívatta személyi orvosát Ausztriából. Mire az orvos két nappal később megérkezett, Szaúd álmában szívrohamot kapott és meghalt. A volt királyt a rijádi Al-Oud temetőben helyezték örök nyugalomra.  

### Fordítás
- Ez a szócikk részben vagy egészben  a   Saud of Saudi Arabia című angol Wikipédia-szócikk ezen változatának fordításán alapul.  Az eredeti cikk szerkesztőit annak laptörténete sorolja fel. Ez a jelzés csupán a megfogalmazás eredetét és a szerzői jogokat jelzi, nem szolgál a cikkben szereplő információk forrásmegjelöléseként.